# Arkadi
Arkadi este un oraș în Grecia în prefectura Rethimno (insula Creta).